# Vento dell'est, vento dell'ovest
Vento dell'est, vento dell'ovest (East wind: West wind) è il primo romanzo scritto da Pearl S. Buck nel 1930.

## Trama
Kwei-lan si sposa tramite matrimonio combinato, ma il marito non è come lei si aspetta. La coppia non rimane a vivere nella casa dei genitori di lei, come invece accadeva solitamente nella Cina dell'epoca. Il marito di Kwei-lan è un medico e non sembra provare interesse per la moglie, fin quando lei non gli chiede di toglierle le bende dai piedi, da lei indossate come da tradizione. In seguito la coppia ha un figlio.
Kwei-lan ha un fratello maggiore che da alcuni anni vive negli Stati Uniti. Egli chiede a un amico di scrivere al suo posto una lettera nella quale informa la sua famiglia di essersi sposato con una donna americana  (i suoi genitori, invece, avevano già scelto per lui una sposa cinese).
Il fratello di Kwei-lan e sua moglie Mary si recano in Cina per vedere se riescono a far accettare Mary alla famiglia di lui. La famiglia non la accetta e dice al figlio di dare del denaro alla donna e di rimandarla in America. Agli occhi dei genitori il fratello di Kwei-lan non ha compiuto il suo dovere, e in breve tempo Mary rimane incinta del loro primo figlio.
Il momento di massima tensione (climax) è raggiunto quando la madre di Kwei-lan muore, e la famiglia dice al figlio che, se non rimanda Mary in America e non sposa la sua fidanzata, sarà diseredato. Il giovane rifiuta, lascia per sempre la casa di famiglia e va a vivere in un appartamento vicino alla casa di Kwei-lan. Il bambino nasce e unisce i cuori dei suoi genitori - e le loro culture.